# Ordre des experts-comptables
L'Ordre des experts-comptables est l'ordre professionnel regroupant les experts-comptables en France. Il a été créé après la Seconde Guerre mondiale, par l'ordonnance du 19 septembre 1945 et placé sous la tutelle du ministère de l'Économie et des Finances. Il est représenté par le Conseil National de l'Ordre des Experts-Comptables (CNOEC), siégeant à Paris et composé des présidents des conseils régionaux de l’Ordre et de membres élus de la profession.

## Administration de l'Ordre
L'Ordre des experts-comptables est régi par l'ordonnance no 45-2138 du 19 septembre 1945 et par le décret no 2012-432 du 30 mars 2012.
L'Ordre des experts-comptables est dirigé par un conseil national, composé des présidents de conseils régionaux et de membres élus tous les quatre ans au scrutin secret de liste. Il a pour mission de garantir le bon fonctionnement de la profession sur le terrain. Il établit le règlement intérieur de l'ordre. Il exerce, devant toutes les juridictions, tous les droits réservés à la partie civile. Le comité national du tableau est institué auprès du conseil national ; il en est de même de la commission de discipline.
Dans chacune des circonscriptions régionales qui sont déterminées par arrêté du ministre chargé de l'économie, il est créé un conseil régional de l'ordre des experts-comptables. Les membres du conseil régional sont élus au scrutin secret de liste ou plurinominal sans liste, selon le nombre de membres de l'ordre, personnes physiques, inscrits dans la circonscription régionale.
L'ensemble des membres des conseils régionaux et du conseil national se réunit en congrès national une fois par an, à la diligence du président du conseil supérieur.

## Métiers de l'expertise
Le cursus de l'expertise comptable apporte une formation initiale, théorique et pratique ouvrant la voie à des postes à responsabilité dans les domaines de la comptabilité, de la finance et de l'audit. En permettant d'élargir le spectre des compétences, le cursus procure aisance et autonomie tout au long de la carrière.

### L'expert-comptable, partenaire-conseil de l'entreprise
Les experts-comptables accompagnent aujourd'hui un million et demi d'acteurs économiques.
Les compétences de l'expert-comptable associées à sa proximité avec les dirigeants d'entreprise ainsi que la diversité de ses missions (gestion et finances, comptabilité, fiscalité, gestion sociale, management, etc.) et de ses secteurs d'intervention, font de lui le premier partenaire-conseil de l'entreprise.
L'expert-comptable accompagne ainsi le dirigeant dans toutes les opérations liées à la vie de son entreprise et dans l'application des nouvelles mesures législatives et règlementaires.

### L'exercice en cabinet
L'expert-comptable intervient en appui à toutes les étapes de la vie des entreprises et dans tous les secteurs de l'économie. Il conseille le chef d'entreprise et l'assiste dans ses choix stratégiques et dans leur mise en œuvre opérationnelle.
En tant qu'auditeur externe, l'expert-comptable intervient également dans des missions de conseil définies contractuellement avec le dirigeant dans les domaines aussi divers que la fonction personnel, l'ouverture de capital, la mise en place de systèmes d'information.
Inscrit comme commissaire aux comptes, il intervient sur des missions d'audit légal pour certifier les comptes des entreprises et garantir la fiabilité de l'information financière.

### L'exercice en entreprise
Près de la moitié des diplômés d'expertise comptable occupe aujourd'hui un poste de haut niveau en entreprise. Le professionnel est appelé à des postes de responsabilité pour participer à la définition et à la mise en œuvre de la stratégie de l'entreprise. Il est un acteur de premier plan au sein des départements suivants : 
- Direction Générale, Administrative, Financière ;
- Direction Comptable, de l'audit, de la consolidation et de la fiscalité ;
- Direction des systèmes d'information et de l'organisation ;
- Contrôle de gestion ;
- Secrétariat Général.

Depuis la Loi PACTE L. no 2019-486, 22 mai 2019, JO 23 mai, art. 36 et son décret d'application Décret n° 2019-1193 du 19 novembre 2019 modifiant le décret n° 2012-432 du 30 mars 2012 relatif à l'exercice de l'activité d'expertise comptable : les titulaires du diplôme d’expertise-comptable, salariés d’une entité juridique non inscrite au tableau de l’Ordre, pourront s’inscrire à ce dernier en qualité d’expert-comptable en entreprise. Cette inscription requiert l’accord écrit de l’entité.
Toutefois, l’expert-comptable en entreprise n’est pas membre de l’Ordre. Il ne peut pas accomplir les missions suivantes :
- celles prévues par les deux premiers alinéas de l’article 2 de l’ordonnance n°45-2138 du 19 septembre 1945 ;
- les activités que toute autre disposition législative réserve aux experts-comptables, hormis celles fournies au bénéfice de son employeur (L. n° 2019-486, 22 mai 2019, JO 23 mai, art. 36 ; qui modifie l’article 13 de l’ordonnance no 45-2138 du 19 septembre 1945).

En outre, l’expert-comptable en entreprise doit respecter les obligations suivantes :
- verser une cotisation auprès du conseil régional ;
- se conformer à des obligations déontologiques ;
- mettre à jour régulièrement sa culture professionnelle et ses connaissances générales.

## Missions

### Missions de conseil et d'accompagnement
Sur le marché des entreprises, en appui de la mission comptable : conseil à la création, conseil en gestion pour les opérations de croissance, la maîtrise des coûts, des risques et des crises, optimisation des systèmes d'information, conseil juridique, social et paye, diagnostic export, contrôle interne, missions d'externalisation comptables et non comptables, etc.
Sur les marchés plus spécifiques tels que : les associations, le secteur agricole, la Net-Économie, le secteur public, la comptabilité de l'État, etc.
Sur de nouvelles dimensions de l'économie : la sécurité environnementale, le développement durable, l'assurance de la qualité, la certification, etc. 
Dans les domaines de l'enseignement, de la formation continue (séminaires professionnels) et de la recherche (dans les disciplines comptables et financières).

### Missions dans un cadre règlementé
- Préparation et établissement des comptes annuels (bilan, compte de résultat et documents annexes), comptes consolidés, situations comptables périodiques et comptes prévisionnels ;
- Production de documents comptables (journaux, grand livre, balance, etc.) permettant de suivre régulièrement la santé de l'entreprise ;
- Audit contractuel, missions comptables diverses dont la portée et définie de façon contractuelle avec le chef de l'entreprise et en fonction de ses besoins ;
- Participation au processus d'élaboration de l'information comptable et financière, étape essentielle permettant aux tiers (salariés, actionnaires et banquiers) d'en savoir plus, de prendre les bonnes décisions et d'optimiser leurs investissements.

### Missions légales
- Assistance aux comités sociaux et économiques pour tous les éléments d'ordre économique, financier ou social nécessaires à l'appréciation de la situation de l'entreprise.
- Présentation des comptes de campagne des candidats aux élections politiques.

## Formation

### Bachelor Attaché comptable et financier
Les collaborateurs ou futurs collaborateurs, salariés de services comptables, étudiants en fin de premier cycle, peuvent valoriser leurs compétences et leur position au sein du cabinet ou de l'entreprise.
Ce nouveau diplôme à bac+3, comportant six unités d'enseignement (UE) capitalisables, est délivré conjointement par l'INTEC (Institut national des techniques économiques et comptables), le Conseil Supérieur de l'Ordre des experts-comptables, la FIDEF (Fédération internationale des experts-comptables francophones) et avec le soutien de la Compagnie nationale des commissaires aux comptes.
Cette formation est organisée par l'INTEC en liaison avec le CNED, pour les UE à distance, et avec les IRF (Instituts régionaux de formation de la profession) ou les Instituts professionnels membres de la FIDEF (dans le cas de l'étranger), pour les deux UE pratiques en présentiel : 
- Pratique professionnelle (cas d'expertise comptable) : 18,5 jours,
- Audit et contrôle interne (mise en situation d'un dossier d'audit) : 12,5 jours (sessions de 2,5 jours).

### Réforme des examens comptables à la rentrée 2007
À la suite de la réforme LMD, deux nouveaux diplômes d'expertise comptable ont été créés. Ces nouveaux cursus ont été ouverts aux étudiants dès la rentrée 2007.
Dans le cadre de la réforme LMD applicable à l'ensemble de l'enseignement supérieur des pays de l'Union européenne, le Diplôme préparatoire aux études comptables et financières (DPECF), le Diplôme d'études comptables et financières (DECF) et le Diplôme d'études supérieures comptables et financières (DESCF) ont été remplacés, à la rentrée 2007, par deux nouveaux diplômes : 
- Le Diplôme de comptabilité et de gestion, DCG (niveau Licence)
- Le Diplôme supérieur de comptabilité et de gestion, DSCG (niveau Master)

Les décret et arrêté du 22 décembre 2006 sont parus au Journal officiel du 29 décembre 2006 validant la mise en place de ce nouveau cursus.

## Domaines de compétences de l'expert-comptable
De l'établissement des comptes annuels au conseil en matière de gestion, de droit des affaires, de droit fiscal, de droit social, ou encore de conseil à l'export, l'expert-comptable est le conseiller permanent du chef d'entreprise. Il apporte une réponse ponctuelle et adaptée aux différents événements de la vie de l'entreprise.
Véritable allié de l'entreprise, l'expert-comptable apporte ses compétences en matière de comptabilité et de gestion. Il est également qualifié pour clarifier des aspects juridiques liés aux obligations légales de l'entreprise, notamment en matière de droit du travail et de gestion sociale, ou pour mener un travail d'audit.

### Comptabilité de l'entreprise
Les différentes missions de l'expert-comptable au sein de l'entreprise en matière de comptabilité : 
- La mise en place d'une comptabilité adaptée à l'entreprise,
- La tenue ou la surveillance de la comptabilité,
- L'externalisation de la fonction administrative et comptable,
- L'établissement de situation intermédiaire,
- La révision des comptabilités informatisées : respect des règles comptables et de gestion, sécurité des systèmes informatiques, archivage, capacité d'évolution,
- L'élaboration des comptes annuels,
- L'élaboration de budgets prévisionnels,
- Le calcul des coûts de revient,
- La mise en place d'une comptabilité analytique.

### Gestion de l'entreprise
Les différentes missions de l'expert-comptable au sein de l'entreprise en matière de gestion : 
- Le conseil en gestion : assistance à la création de l'entreprise, projets d'investissement, contrôle budgétaire, tableaux de bord, etc.,
- Le conseil en gestion financière : assistance à la gestion de trésorerie, à la recherche de financements et aux relations avec les organismes bancaires et financiers, etc.,
- La formation : plan de formation, aide aux recrutements,
- Le conseil aux entreprises en situation de difficulté : restructuration, plan de continuation,
- Le conseil à l'export : recherche de partenaires à l'étranger, relation avec les organismes de financement, analyse de marché, etc.,
- L'évaluation d'entreprises dans le cadre de cessions, apports, successions, partages, donations, transmissions, etc.

### Obligations légales de l'entreprise
En matière juridique, l'expert-comptable peut donner des consultations relevant de son activité principale et rédiger des actes sous seing privé qui constituent l'accessoire direct de la prestation fournie.

#### Droit du travailet gestionsociale
- Établissement des bulletins de paye et des déclarations sociales,
- Assistance à la gestion des ressources humaines,
- Mise en place de systèmes d'épargne salariale, de prévoyance, de retraite adaptés,
- Mise en œuvre de la loi sur les 35 heures.

#### Droit fiscal
- Établissement de toutes les déclarations fiscales,
- Optimisation de la gestion fiscale,
- Gestion fiscale de groupe,
- Assistance en cas de contrôle fiscal,
- Représentation en cas de contentieux devant la Commission départementale des impôts directs, devant la Commission de conciliation, etc.

#### Suivi juridique de l'entreprise
- Choix de la forme juridique
- Assistance pour les formalités
- Préparation des opérations de constitution, d'augmentation de capital, de transmission…

### Information de l'entreprise
L'expert-comptable apporte son conseil dans la mise en place de systèmes informatiques de gestion : 
- Études d'opportunités et expressions de besoins, adaptations des programmes,
- Elaboration de cahier des charges,
- Assistance au choix des logiciels de gestion, etc.

### Audit de l'entreprise
À l'exception de l'audit légal (réservé par la loi aux commissaires aux comptes), l'expert-comptable peut intervenir dans de nombreux domaines de l'entreprise pour réaliser un audit : 
- Audit des comptes dans le cadre d'une prise de participation, d'un rachat d'entreprise, etc.,
- Audit juridique, fiscal, social, organisationnel,
- Audit des systèmes informatiques,
- Audit des assurances de l'entreprise.

## Activité de lobbying

### En France
Le Conseil national de l'ordre des experts-comptables est inscrit comme représentant d'intérêts auprès de l'Assemblée nationale. Il déclare à ce titre en 2014 un budget global de 27 729 000 euros, et indique que les coûts annuels liés aux activités directes de représentation d'intérêts auprès du Parlement n'excédent pas 5 000 euros.
Pour l'année 2017, le Conseil national de l'Ordre des Experts-Comptables déclare à la Haute Autorité pour la transparence de la vie publique exercer des activités de lobbying en France pour un montant qui n'excède pas 100 000 euros.

### Auprès des institutions de l'Union Européenne
Le Conseil national de l'ordre des experts-comptables est inscrit depuis 2015 au registre de transparence des représentants d'intérêts auprès de la Commission européenne. Il déclare en 2016 pour cette activité des dépenses d'un montant compris entre 50 000 et 100 000 euros.